# Kattstein
Der Kattstein (auch Katzenstein) ist ein etwa 460 m hoher Berg im Landkreis Nordhausen in Nordthüringen (Deutschland). 

## Lage
Der Kattstein ist ein nördlicher Ausläufer des 485 m hohen Kriegsberges nordöstlich von Rehungen, südlich von Sollstedt und nördlich von Friedrichsrode, die Kreisstadt Nordhausen liegt etwa 20 Kilometer in nordöstlicher Richtung. 
Der Berg bildet einen etwa 90° einnehmenden Knick an der Schichtstufe des Dün am Übergang zur Hainleite innerhalb der Nordwestlichen Randplatten des Thüringer Beckens. Zum Grenzverlauf zwischen Dün und Hainleite siehe auch den entsprechenden Abschnitt im Hainleite-Artikel.

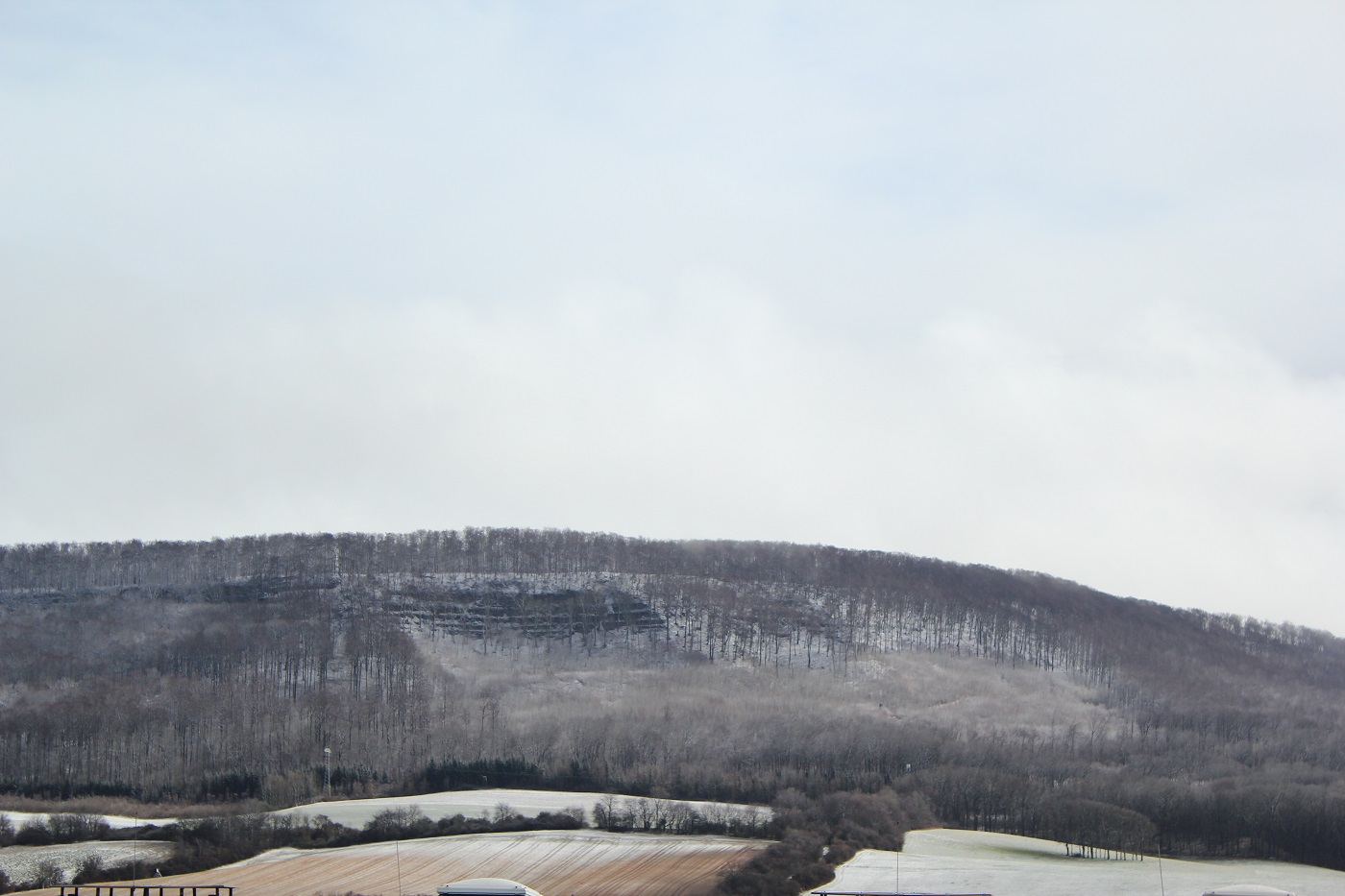
Nur im Winter bei Schnee sind die markanten Klippen des Kattsteins zu erkennen, die wie Stufen rund 50 m aufragen.

## Besonderheiten

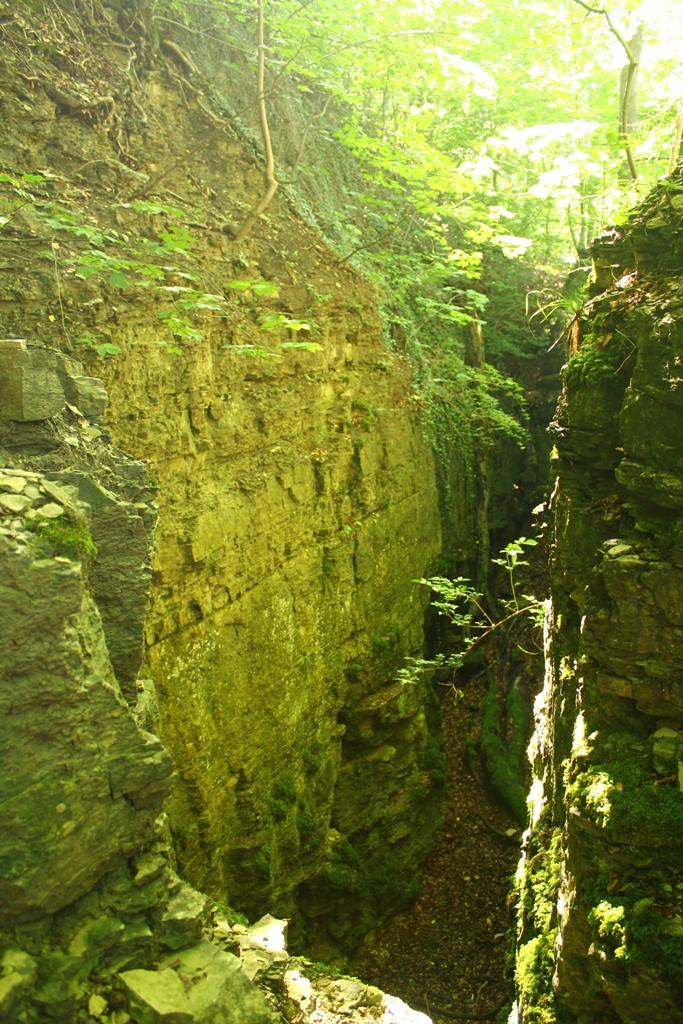
Der sogenannte Pferdestall am Kattstein bei Sollstedt

Der Name leitet sich wahrscheinlich vom germanischen Volksstamm der Chatten ab, deren Nordostgrenze sich möglicherweise hier befand. Darauf weisen auch andere Flurbezeichnungen ab, wie z. B. die vier Kilometer östlich gelegene Katzenburg bei Obergebra.
Der Berg überragt den Ort Sollstedt im Süden und fällt vor allem bei fehlendem Laub im Winter durch seine sehr hoch aufragenden Klippen auf. 
Er bildet die südliche optische Grenze der sogenannten Eichsfelder Pforte, einem etwa zwei Kilometer breiten Tal, das von der Wipper durchflossen wird.
In den genannten Klippen unterhalb des Gipfels befindet sich eine tiefe Felsspalte, die durch Erosion, Frostsprengung und talwärtiges Abrutschen der Felsmasse entstanden ist. Diese wird von den Einheimischen „Pferdestall“ genannt, wo der Sage nach ein Riese mit Namen Immernüchtern gehaust haben soll.
Der Kattstein ist wie die Höhenzüge vollkommen bewaldet und hebt sich nur durch den nach Norden ragenden Knick von der Landschaft ab und tritt so erst als Berg in Erscheinung, obwohl kein wesentlicher Höhenunterschied zum umgebenden Gebirge besteht.